# Meteorium harveyi
Meteorium harveyi là một loài Rêu trong họ Meteoriaceae. Loài này được (Mitt.) Bosch & Sande Lac. mô tả khoa học đầu tiên năm 1864.